# برمید قلع (II)
برمید قلع(II) (به انگلیسی: Tin(II) bromide) با فرمول شیمیایی SnBr۲ یک ترکیب شیمیایی است. که جرم مولی آن 278.518 g/mol می‌باشد. شکل ظاهری این ترکیب، پودر زرد است.